# تپه بل تپه سی
تپه بل تپه سی مربوط به دوره اشکانیان - دوره ساسانیان است و در شهرستان گرمی، بخش موران، دهستان اجارود شرقی، روستای پیه دره واقع شده و این اثر در تاریخ ۱۲ دی ۱۳۸۶ با شمارهٔ ثبت ۲۰۳۹۷ به‌عنوان یکی از آثار ملی ایران به ثبت رسیده است.